# Загадка колонії втікачів
«Загадка колонії втікачів» («Die Kolonie») — східнонімецько-кубинсько-радянський художній фільм 1981 року, знятий режисером Хорстом Е. Брандтом.

## Сюжет
Південна Америка, початок 1980-х років. Марія, молода жінка, стала свідком убивства людини, яку вбили переслідувачі з ферми. Марія просить свого друга, журналіста Освальдо, щоб розслідувати цей злочин. Освальдо дізнається, що господарі ферми — колишні фашисти. Він наважується на власне розслідування, але незабаром розуміє, що недооцінив небезпеку, яка йому загрожує.

## У ролях
- Аліція Яхевич — Марія Амсвалдт
- Вінфрід Глатцедер — Освальдо
- Юозас Будрайтіс — комісар Лопес
- Еммануїл Віторган — дон Еміліо
- Сергій Малишевський — Чіко
- Уве Йеллінек — Вольфганг Реллім
- Леон Немчік — Хансен
- Стефан Шмідт — працівник посольства
- Клаус-Петер Тіле — Клаудіо Дельгадо
- Ахім Петрі — працівник Міністерства внутрішніх справ
- Артем Карапетян — губернатор
- Рудольф Ульріх — Гізе
- Гюнтер Нойманн — Шмітт
- Карла Рункель — фрау Ліндеманн
- Інгеборг Оттман — Сівальд, лікар
- Зіна Фідлер — літня співробітниця
- Петер Штурм — Руді Баден
- Алехандро Діас — наглядач
- Альберто Моліна — редактор
- Луїс Рієло — Енріке
- Адрія Сантана — журналістка
- Анхел Тораньо — священик
- Гельмут Раддац — репортер
- Маттіас Ґюнтер — молодий блондин
- Альфред Люкс — резидент
- Павло Ремезов — лисий
- Карл Штурм — сміливець
- Олексій Солоницький — юний колега
- Бернд Шрам — офіцер
- Ілка Хюгель — продавець

## Знімальна група
- Режисер — Хорст Е. Брандт
- Сценарист — Хорст Е. Брандт
- Оператор — Ганс-Юрген Крузе
- Композитор — Марсело Фортін
- Художник — Еріх Крюльке